# Al límite del Nirvana
Al límite del Nirvana (título original: Sul limite del Nirvana) es una película muda italiana de 1915 dirigida por Vittorio Rossi Pianelli, en la que interviene el actor español Bonaventura Ibáñez.

## Argumento
Narindra quiere casarse con la bella Satthianadjan, hija del rajá de Indore, pero la joven ama en realidad a sir Oldham, el embajador británico, que ha ofrecido al Rajah el protectorado de Gran Bretaña. De acuerdo con Fethy Bey, ministro infiel de Rajah, Narindra se asegura de que sir Oldham sea sometido al juicio de Shiva y Vishnu: abrir una de las dos puertas, la de la vida o la de la muerte. Y aunque Oldham elige la correcta, lo arrojan contra una bestia, que el inglés logra abatir. Furioso por el revés sufrido, Narindra declara la guerra a Indore, pero la intervención británica lo pone en fuga. Oldham está herido y Fethy difunde la noticia de su muerte, mientras el viejo Rajah reemplaza el veneno con el que Satthianadjan quiere suicidarse por una pastilla para dormir. Cuando logra llegar a Indore, Oldham cree que su amada ha traspasado el "límite del Nirvana". Pero la doncella se despierta y lo abraza. Fethy es arrojado al pozo de bestias salvajes.